# North American Soccer League 1983
Navigation
NASL 1982 NASL 1984
La North American Soccer League 1983 est la seizième édition de la North American Soccer League. Seules 12 équipes s'inscrivent au championnat. Les clubs sont répartis en 3 poules géographiques.
Comme dans d'autres compétitions organisées en Amérique (Ligue nationale de hockey ou NBA), il n'y a ni promotion, ni relégation, un système de franchises est mis en place.
Une nouvelle franchise fait son apparition : la Team America. 
C'est le club des Roughnecks de Tulsa qui remporte cette édition en battant lors de la finale les Blizzard de Toronto. C'est le premier titre de l'histoire du club.

## Les 12 franchises participantes
| Cosmos Manic de Montréal Toronto Sting de Chicago Strikers de Fort Lauderdale Roughnecks de Tulsa Rowdies de Tampa Bay Team America Sounders de Seattle Sockers de San Diego Whitecaps de Vancouver Golden Bay de San José |

| - Division Ouest - Earthquakes de Golden Bay - Sockers de San Diego - Sounders de Seattle - Whitecaps de Vancouver | - Division Est - Sting de Chicago - Manic de Montréal - Cosmos de New York - Blizzard de Toronto | - Division Sud - Strikers de Fort Lauderdale - Rowdies de Tampa Bay - Team America (N) - Roughnecks de Tulsa |  |

- Par rapport à la saison précédente : 
  - Les Earthquakes de San José deviennent le Golden Bay de San José.
  - Le Team America apparait dans la ligue.
  - Les Drillers d'Edmonton, les Tea Men de Jacksonville et les Timbers de Portland disparaissent.

## Format
Les clubs sont répartis en 3 divisions.
Toutes les équipes disputent 30 rencontres réparties comme suit : 
- 4 rencontres (deux à domicile et deux à l'extérieur) contre les équipes de sa division soit douze matchs en tout
- 3 rencontres (deux à domicile et une à l'extérieur) contre une équipe d'une autre division
- 3 rencontres (une à domicile et deux à l'extérieur) contre une équipe d'une autre division
- 2 rencontres (une à domicile et une à l'extérieur) contre les six autres équipes

- Il n'y a pas de match nul. En cas d'égalité au bout de 90 minutes, une prolongation avec but en or de 15 minutes est jouée. Si elle achève sans but, une séance de tirs au but a lieu. Contrairement à une séance de tirs au but classique, les joueurs partent des 35 yards (environ 32 mètres du but) et ont cinq secondes pour tirer au but.
- Le barème de points est le suivant :
  - Victoire dans le temps réglementaire ou en prolongation : 6 points
  - Victoire aux tirs au but : 4 points
  - Défaite : 0 point
  - Un point de bonus est accordé par but marqué dans la limite de 3 buts par match.
- Les champions de divisions se qualifient pour les séries éliminatoires ainsi que les cinq meilleures équipes restantes.

## Phase régulière

### Division Est
| Rang | Équipe               | Pts | J  | G  | Gt | P  | Bp | Bc | Diff |    |
| ---- | -------------------- | --- | -- | -- | -- | -- | -- | -- | ---- | -- |
| 1    | Cosmos de New York T | 194 | 30 | 21 | 1  | 8  | 87 | 49 | +38  | 64 |
| 2    | Sting de Chicago     | 147 | 30 | 15 | 0  | 15 | 66 | 73 | -7   | 57 |
| 3    | Blizzard de Toronto  | 135 | 30 | 13 | 3  | 14 | 51 | 48 | +3   | 45 |
| 4    | Manic de Montréal    | 124 | 30 | 12 | 0  | 18 | 58 | 71 | -13  | 52 |

- Qualification pour les séries éliminatoires
- Wild-card pour les séries éliminatoires

T : Tenant du titre

### Division Sud
| Rang | Équipe                      | Pts | J  | G  | Gt | P  | Bp | Bc | Diff |    |
| ---- | --------------------------- | --- | -- | -- | -- | -- | -- | -- | ---- | -- |
| 1    | Roughnecks de Tulsa         | 145 | 30 | 15 | 2  | 13 | 56 | 49 | +7   | 47 |
| 2    | Strikers de Fort Lauderdale | 136 | 30 | 13 | 1  | 16 | 60 | 63 | -3   | 54 |
| 3    | Rowdies de Tampa Bay        | 83  | 30 | 7  | 0  | 23 | 48 | 87 | -39  | 41 |
| 4    | Team America                | 79  | 30 | 7  | 3  | 20 | 33 | 54 | -21  | 25 |

- Qualification pour les séries éliminatoires
- Wild-card pour les séries éliminatoires

### Division Ouest
| Rang | Équipe                    | Pts | J  | G  | Gt | P  | Bp | Bc | Diff |    |
| ---- | ------------------------- | --- | -- | -- | -- | -- | -- | -- | ---- | -- |
| 1    | Whitecaps de Vancouver    | 187 | 30 | 20 | 4  | 6  | 63 | 34 | +29  | 55 |
| 2    | Earthquakes de Golden Bay | 169 | 30 | 17 | 3  | 10 | 71 | 54 | +17  | 55 |
| 3    | Sounders de Seattle       | 119 | 30 | 10 | 2  | 18 | 62 | 61 | +1   | 51 |
| 4    | Sockers de San Diego      | 106 | 30 | 10 | 1  | 19 | 53 | 65 | -12  | 42 |

- Qualification pour les séries éliminatoires
- Wild-card pour les séries éliminatoires

### Résultats
Source : wildstat.com

#### Matchs intra-division

##### Division Est
| Résultats (▼dom., ►ext.)                                   | CHI | MON | NY  | TOR | CHI | MON  | NY  | TOR |
| Sting de Chicago                                           |     | 3-2 | 5-2 | 2-3 |     | 1-2  | 2-1 | 0-1 |
| Manic de Montréal                                          | 3-4 |     | 1-2 | 2-0 | 4-0 |      | 2-4 | 2-0 |
| Cosmos de New York                                         | 2-3 | 6-0 |     | 5-1 | 5-3 | 3-0  |     | 6-3 |
| Blizzard de Toronto                                        | 1-2 | 2-1 | 2-1 |     | 1-3 | 2-1A | 0-1 |     |
| - Victoire à domicile - Match nul - Victoire à l'extérieur |     |     |     |     |     |      |     |     |

##### Division Sud
| Résultats (▼dom., ►ext.)                                   | FL   | TAM | TEA | TUL  | FL  | TAM | TEA | TUL |
| Strikers de Fort Lauderdale                                |      | 4-3 | 3-2 | 1-2A |     | 5-0 | 2-4 | 2-4 |
| Rowdies de Tampa Bay                                       | 2-3  |     | 3-1 | 4-3  | 1-2 |     | 2-1 | 1-3 |
| Team America                                               | 2-1A | 1-0 |     | 1-0  | 0-2 | 1-4 |     | 2-3 |
| Roughnecks de Tulsa                                        | 2-1  | 1-0 | 0-1 |      | 3-2 | 4-1 | 1-0 |     |
| - Victoire à domicile - Match nul - Victoire à l'extérieur |      |     |     |      |     |     |     |     |

##### Division Ouest
| Résultats (▼dom., ►ext.)                                   | GB   | SAD | SEA  | VAN | GB  | SAD | SEA | VAN  |
| Earthquakes de Golden Bay                                  |      | 2-1 | 3-2A | 2-1 |     | 4-2 | 2-1 | 3-0  |
| Sockers de San Diego                                       | 2-1  |     | 0-2  | 0-1 | 3-2 |     | 4-1 | 4-5A |
| Sounders de Seattle                                        | 2-1A | 0-1 |      | 0-1 | 2-5 | 3-2 |     | 2-3A |
| Whitecaps de Vancouver                                     | 2-1  | 3-0 | 2-1  |     | 2-1 | 3-0 | 3-2 |      |
| - Victoire à domicile - Match nul - Victoire à l'extérieur |      |     |      |     |     |     |     |      |

#### Matchs inter-division
| Résultats (▼dom., ►ext.)                                   | CHI | MON | NY   | TOR  | FL  | TAM | TEA  | TUL  | GB   | SAD  | SEA  | VAN  | CHI | MON | NY  | TOR | FL   | TAM | TEA | TUL | GB  | SAD | SEA | VAN  |
| Sting de Chicago                                           |     |     |      |      | 2-1 | 4-1 | 1-2  | 1-2A | 2-0  | 5-4  | 3-2  | 0-2  |     |     |     |     |      |     | 3-0 |     |     |     |     |      |
| Manic de Montréal                                          |     |     |      |      | 3-2 | 3-1 | 1-0  | 4-1  | 3-4A | 6-1  | 3-1  | 1-4  |     |     |     |     |      |     |     |     |     |     | 3-2 |      |
| Cosmos de New York                                         |     |     |      |      | 3-2 | 3-1 | 4-0  | 5-2  | 5-1  | 3-1  | 4-3A | 3-0  |     |     |     |     |      |     |     | 3-0 |     |     |     |      |
| Blizzard de Toronto                                        |     |     |      |      | 3-2 | 3-1 | 2-0  | 2-1  | 5-1  | 0-1  | 2-1  | 2-3A |     |     |     |     |      |     |     |     |     |     |     | 1-0A |
| Strikers de Fort Lauderdale                                | 3-2 | 2-1 | 4-1  | 2-1  |     |     |      |      | 3-2  | 2-0  | 0-2  | 0-1  |     |     |     |     |      |     |     |     | 3-1 |     |     |      |
| Rowdies de Tampa Bay                                       | 4-3 | 3-2 | 4-5  | 0-3  |     |     |      |      | 1-2  | 4-0  | 3-4  | 1-2  |     |     |     |     |      |     |     |     |     | 0-2 |     |      |
| Team America                                               | 5-2 | 1-2 | 2-1A | 1-2A |     |     |      |      | 0-1  | 0-2  | 2-3A | 0-2  |     |     | 1-2 |     |      |     |     |     |     |     |     |      |
| Roughnecks de Tulsa                                        | 4-0 | 3-1 | 1-2  | 1-0  |     |     |      |      | 1-2  | 1-2A | 2-1  | 2-1  | 4-0 |     |     |     |      |     |     |     |     |     |     |      |
| Earthquakes de Golden Bay                                  | 3-2 | 7-1 | 3-1  | 3-2A | 5-3 | 1-0 | 3-0  | 3-1  |      |      |      |      |     |     |     |     |      | 2-1 |     |     |     |     |     |      |
| Sockers de San Diego                                       | 3-4 | 2-1 | 0-1  | 0-3  | 3-0 | 9-1 | 1-2  | 1-2  |      |      |      |      |     |     |     |     | 2-3A |     |     |     |     |     |     |      |
| Sounders de Seattle                                        | 5-3 | 5-1 | 0-3  | 1-2  | 3-0 | 6-0 | 0-1A | 3-1  |      |      |      |      |     |     |     | 2-1 |      |     |     |     |     |     |     |      |
| Whitecaps de Vancouver                                     | 3-1 | 5-3 | 2-0  | 2-1  | 3-0 | 4-1 | 1-0  | 2-1A |      |      |      |      |     | 0-1 |     |     |      |     |     |     |     |     |     |      |
| - Victoire à domicile - Match nul - Victoire à l'extérieur |     |     |      |      |     |     |      |      |      |      |      |      |     |     |     |     |      |     |     |     |     |     |     |      |

A Quand un score est suivi d'une lettre, cela signifie que le match en question s'est terminé par une séance de tirs au but. Si le score inscrit est 3-2, cela signifie que l'équipe gagnante a remporté la séance de tirs au but après un match nul 2-2 à l'issue de la prolongation.

## Phase finale

### Règlement
- Les champions de divisions sont qualifiés pour les séries éliminatoires. Les cinq meilleurs bilans restants toutes divisions confondues également.
- Les quarts et demi-finales se disputent au meilleur des trois matchs, avec match aller et match d'appui éventuel sur le terrain de la tête de série la plus élevée. Chaque match doit avoir un gagnant. Au bout de 90 minutes, en cas d'égalité, une prolongation de 30 minutes a lieu. S'il y a toujours égalité, une séance de tirs au but a lieu.
- Le Soccer Bowl a lieu au BC Place de Vancouver sur un seul match. Au bout de 90 minutes, en cas d'égalité, une prolongation de 30 minutes a lieu. S'il y a toujours égalité, une séance de tirs au but a lieu.

### Qualifiés
| Place | Premiers de poule           | Pts |
| ----- | --------------------------- | --- |
| 1     | Cosmos de New York          | 194 |
| 2     | Whitecaps de Vancouver      | 187 |
| 3     | Roughnecks de Tulsa         | 145 |
|       | Wild-cards                  |     |
| 4     | Earthquakes de Golden Bay   | 169 |
| 5     | Sting de Chicago            | 147 |
| 6     | Strikers de Fort Lauderdale | 136 |
| 7     | Blizzard de Toronto         | 135 |
| 8     | Manic de Montréal           | 124 |

### Tableau
|  | Quarts de finale                | Quarts de finale                | Quarts de finale        | Quarts de finale        |                               |                               | Demi-finales                | Demi-finales                | Demi-finales                | Demi-finales                |  |  | Soccer Bowl '83                       | Soccer Bowl '83                       | Soccer Bowl '83                       | Soccer Bowl '83                       |
|  |                                 |                                 |                         |                         |                               |                               |                             |                             |                             |                             |  |  |                                       |                                       |                                       |                                       |
|  | 6 et 9 septembre 1983           | 6 et 9 septembre 1983           | 6 et 9 septembre 1983   | 6 et 9 septembre 1983   |                               |                               | 18, 26 et 28 septembre 1983 | 18, 26 et 28 septembre 1983 | 18, 26 et 28 septembre 1983 | 18, 26 et 28 septembre 1983 |  |  | 1er octobre 1983, BC Place, Vancouver | 1er octobre 1983, BC Place, Vancouver | 1er octobre 1983, BC Place, Vancouver | 1er octobre 1983, BC Place, Vancouver |
|  | 6 et 9 septembre 1983           | 6 et 9 septembre 1983           | 6 et 9 septembre 1983   | 6 et 9 septembre 1983   |                               |                               | 18, 26 et 28 septembre 1983 | 18, 26 et 28 septembre 1983 | 18, 26 et 28 septembre 1983 | 18, 26 et 28 septembre 1983 |  |  | 1er octobre 1983, BC Place, Vancouver | 1er octobre 1983, BC Place, Vancouver | 1er octobre 1983, BC Place, Vancouver | 1er octobre 1983, BC Place, Vancouver |
|  | (1) Cosmos de New York          | (1) Cosmos de New York          | 2 - 0 (2)               | 2 - 0 (2)               |                               |                               | 18, 26 et 28 septembre 1983 | 18, 26 et 28 septembre 1983 | 18, 26 et 28 septembre 1983 | 18, 26 et 28 septembre 1983 |  |  | 1er octobre 1983, BC Place, Vancouver | 1er octobre 1983, BC Place, Vancouver | 1er octobre 1983, BC Place, Vancouver | 1er octobre 1983, BC Place, Vancouver |
|  | (1) Cosmos de New York          | (1) Cosmos de New York          | 2 - 0 (2)               | 2 - 0 (2)               |                               |                               | 18, 26 et 28 septembre 1983 | 18, 26 et 28 septembre 1983 | 18, 26 et 28 septembre 1983 | 18, 26 et 28 septembre 1983 |  |  | 1er octobre 1983, BC Place, Vancouver | 1er octobre 1983, BC Place, Vancouver | 1er octobre 1983, BC Place, Vancouver | 1er octobre 1983, BC Place, Vancouver |
|  | (8) Manic de Montréal           | (8) Manic de Montréal           | 4 - 0 (3)               | 4 - 0 (3)               |                               |                               | 18, 26 et 28 septembre 1983 | 18, 26 et 28 septembre 1983 | 18, 26 et 28 septembre 1983 | 18, 26 et 28 septembre 1983 |  |  | 1er octobre 1983, BC Place, Vancouver | 1er octobre 1983, BC Place, Vancouver | 1er octobre 1983, BC Place, Vancouver | 1er octobre 1983, BC Place, Vancouver |
|  | (8) Manic de Montréal           | (8) Manic de Montréal           | 4 - 0 (3)               | 4 - 0 (3)               | (8) Manic de Montréal         | (8) Manic de Montréal         | 1 (8) - 1 - 0               | 1 (8) - 1 - 0               |                             |                             |  |  | 1er octobre 1983, BC Place, Vancouver | 1er octobre 1983, BC Place, Vancouver | 1er octobre 1983, BC Place, Vancouver | 1er octobre 1983, BC Place, Vancouver |
|  | 6 et 10 septembre 1983          |                                 |                         |                         | (8) Manic de Montréal         | (8) Manic de Montréal         | 1 (8) - 1 - 0               | 1 (8) - 1 - 0               |                             |                             |  |  | 1er octobre 1983, BC Place, Vancouver | 1er octobre 1983, BC Place, Vancouver | 1er octobre 1983, BC Place, Vancouver | 1er octobre 1983, BC Place, Vancouver |
|  |                                 |                                 | (3) Roughnecks de Tulsa | (3) Roughnecks de Tulsa | 1 (9) - 0 - 3                 | 1 (9) - 0 - 3                 |                             |                             |                             |                             |  |  | 1er octobre 1983, BC Place, Vancouver | 1er octobre 1983, BC Place, Vancouver | 1er octobre 1983, BC Place, Vancouver | 1er octobre 1983, BC Place, Vancouver |
|  | (3) Roughnecks de Tulsa         | (3) Roughnecks de Tulsa         | (3) Roughnecks de Tulsa | (3) Roughnecks de Tulsa | 1 (9) - 0 - 3                 | 1 (9) - 0 - 3                 | 3a. p. - 4                  | 3a. p. - 4                  |                             |                             |  |  | 1er octobre 1983, BC Place, Vancouver | 1er octobre 1983, BC Place, Vancouver | 1er octobre 1983, BC Place, Vancouver | 1er octobre 1983, BC Place, Vancouver |
|  | (3) Roughnecks de Tulsa         | (3) Roughnecks de Tulsa         | 17 et 27 septembre 1983 |                         |                               |                               | 3a. p. - 4                  | 3a. p. - 4                  |                             |                             |  |  | 1er octobre 1983, BC Place, Vancouver | 1er octobre 1983, BC Place, Vancouver | 1er octobre 1983, BC Place, Vancouver | 1er octobre 1983, BC Place, Vancouver |
|  | (6) Strikers de Fort Lauderdale | (6) Strikers de Fort Lauderdale | 2 - 2                   | 2 - 2                   |                               |                               |                             |                             |                             |                             |  |  | 1er octobre 1983, BC Place, Vancouver | 1er octobre 1983, BC Place, Vancouver | 1er octobre 1983, BC Place, Vancouver | 1er octobre 1983, BC Place, Vancouver |
|  | (6) Strikers de Fort Lauderdale | (6) Strikers de Fort Lauderdale | 2 - 2                   | 2 - 2                   | (3) Roughnecks de Tulsa       | (3) Roughnecks de Tulsa       | 2                           | 2                           |                             |                             |  |  |                                       |                                       |                                       |                                       |
|  | 7, 12 et 14 septembre 1983      |                                 |                         |                         | (3) Roughnecks de Tulsa       | (3) Roughnecks de Tulsa       | 2                           | 2                           |                             |                             |  |  |                                       |                                       |                                       |                                       |
|  |                                 |                                 | (7) Blizzard de Toronto | (7) Blizzard de Toronto | 0                             | 0                             |                             |                             |                             |                             |  |  |                                       |                                       |                                       |                                       |
|  | (4) Earthquakes de Golden Bay   | (4) Earthquakes de Golden Bay   | (7) Blizzard de Toronto | (7) Blizzard de Toronto | 0                             | 0                             | 6 - 0 - 5                   | 6 - 0 - 5                   |                             |                             |  |  |                                       |                                       |                                       |                                       |
|  | (4) Earthquakes de Golden Bay   | (4) Earthquakes de Golden Bay   |                         |                         |                               |                               |                             |                             |                             |                             |  |  |                                       |                                       |                                       |                                       |
|  | (5) Sting de Chicago            | (5) Sting de Chicago            | 1 - 1 - 2               | 1 - 1 - 2               |                               |                               |                             |                             |                             |                             |  |  |                                       |                                       |                                       |                                       |
|  | (5) Sting de Chicago            | (5) Sting de Chicago            | 1 - 1 - 2               | 1 - 1 - 2               | (4) Earthquakes de Golden Bay | (4) Earthquakes de Golden Bay | 0 (3) - 0                   | 0 (3) - 0                   |                             |                             |  |  |                                       |                                       |                                       |                                       |
|  | 8, 12 et 15 septembre 1983      |                                 |                         |                         | (4) Earthquakes de Golden Bay | (4) Earthquakes de Golden Bay | 0 (3) - 0                   | 0 (3) - 0                   |                             |                             |  |  |                                       |                                       |                                       |                                       |
|  |                                 |                                 | (7) Blizzard de Toronto | (7) Blizzard de Toronto | 0 (5) - 2                     | 0 (5) - 2                     |                             |                             |                             |                             |  |  |                                       |                                       |                                       |                                       |
|  | (2) Whitecaps de Vancouver      | (2) Whitecaps de Vancouver      | (7) Blizzard de Toronto | (7) Blizzard de Toronto | 0 (5) - 2                     | 0 (5) - 2                     | 1 - 3 - 0                   | 1 - 3 - 0                   |                             |                             |  |  |                                       |                                       |                                       |                                       |
|  | (2) Whitecaps de Vancouver      | (2) Whitecaps de Vancouver      |                         |                         |                               |                               |                             | 1 - 3 - 0                   |                             |                             |  |  |                                       |                                       |                                       |                                       |
|  | (7) Blizzard de Toronto         | (7) Blizzard de Toronto         | 0 - 4 - 1               | 0 - 4 - 1               |                               |                               |                             |                             |                             |                             |  |  |                                       |                                       |                                       |                                       |
|  | (7) Blizzard de Toronto         | (7) Blizzard de Toronto         | 0 - 4 - 1               | 0 - 4 - 1               |                               |                               |                             |                             |                             |                             |  |  |                                       |                                       |                                       |                                       |
|  |                                 |                                 |                         |                         |                               |                               |                             |                             |                             |                             |  |  |                                       |                                       |                                       |                                       |

## Récompenses individuelles
| Trophée                            | Joueur          | Club                      |
| ---------------------------------- | --------------- | ------------------------- |
| Meilleur joueur (saison régulière) | Roberto Cabañas | Cosmos de New York        |
| Meilleur joueur (finale)           | Njego Pesa      | Roughnecks de Tulsa       |
| Meilleur buteur                    | Roberto Cabañas | Cosmos de New York        |
| Meilleur rookie                    | Gregg Thompson  | Rowdies de Tampa Bay      |
| Meilleur entraîneur                | Don Popovic     | Earthquakes de Golden Bay |